# Jamaica nos Jogos Olímpicos de Verão de 2008
A Jamaica participou dos Jogos Olímpicos de Verão de 2008, em Pequim, na China com 56 atletas em 4 esportes.
Os atletas da Jamaica foram bem-sucedidos na pista do Ninho de Pássaro, já que todas as 11 medalhas foram conquistadas no local. Usain Bolt, que chegou como recordista mundial dos 100 m rasos foi, sozinho, responsável por duas medalhas de ouro e dois recordes mundiais, nos 100 m e 200 m. Ele ainda ajudaria a conquistar outro ouro no revezamento 4x100 m, porém a medalha foi cassada por doping do corredor Nesta Carter. Outro momento de glória jamaicano foi o pódio completo nos 100 m rasos feminino com Shelly-Ann Fraser recebendo a medalha de ouro, seguida por Sherone Simpson e Kerron Stewart, empatadas e, ambas, medalhistas de prata. O resultado de Pequim foi o melhor da história para a Jamaica – 10 medalhas e a 15ª colocação geral – superando o melhor resultado, até então em Sydney 2000, com seis pódios, mas sem medalhas de ouro. Em Atenas 2004, houve um crescimento com duas medalhas de ouro e seis medalhas no total.

## Medalhas
| Atleta                                                                               | Esporte   | Evento                       | Medalha |
| ------------------------------------------------------------------------------------ | --------- | ---------------------------- | ------- |
| Usain Bolt                                                                           | Atletismo | 100 m masculino              | Ouro    |
| Usain Bolt                                                                           | Atletismo | 200 m masculino              | Ouro    |
| Shelly-Ann Fraser                                                                    | Atletismo | 100 m feminino               | Ouro    |
| Melaine Walker                                                                       | Atletismo | 400 m com barreiras feminino | Ouro    |
| Veronica Campbell-Brown                                                              | Atletismo | 200 m feminino               | Ouro    |
| Sherone Simpson                                                                      | Atletismo | 100 m feminino               | Prata   |
| Kerron Stewart                                                                       | Atletismo | 100 m feminino               | Prata   |
| Shericka Williams                                                                    | Atletismo | 400 m feminino               | Prata   |
| Kerron Stewart                                                                       | Atletismo | 200 m feminino               | Bronze  |
| Anastasia Leroy Shereefa Lloyd Bobby-Gaye Wilkins Novlene Williams Shericka Williams | Atletismo | Revezamento 4x400 m feminino | Bronze  |

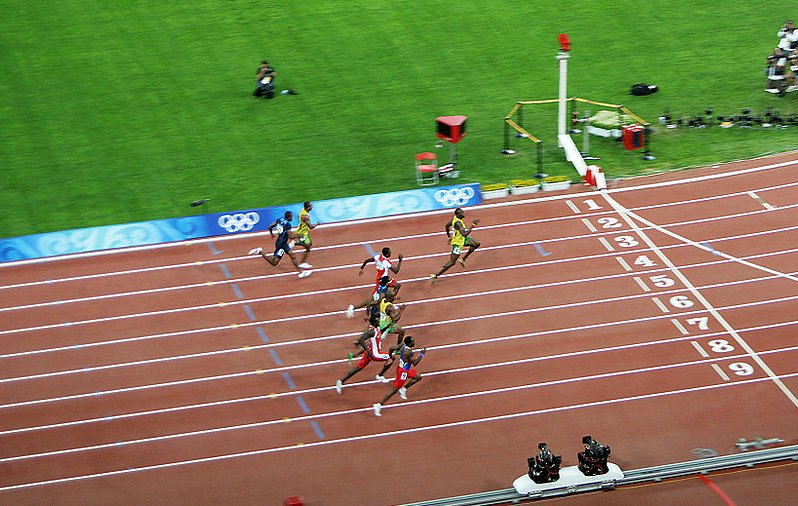
Usain Bolt prestes a vencer a final dos 100 m rasos.

Usain Bolt se tornou o nono atleta em todos os tempos a vencer na mesma edição das Olimpíadas os 100 m e os 200 m rasos e o primeiro na história a vencer ambas as provas com dois recordes mundiais.

### 

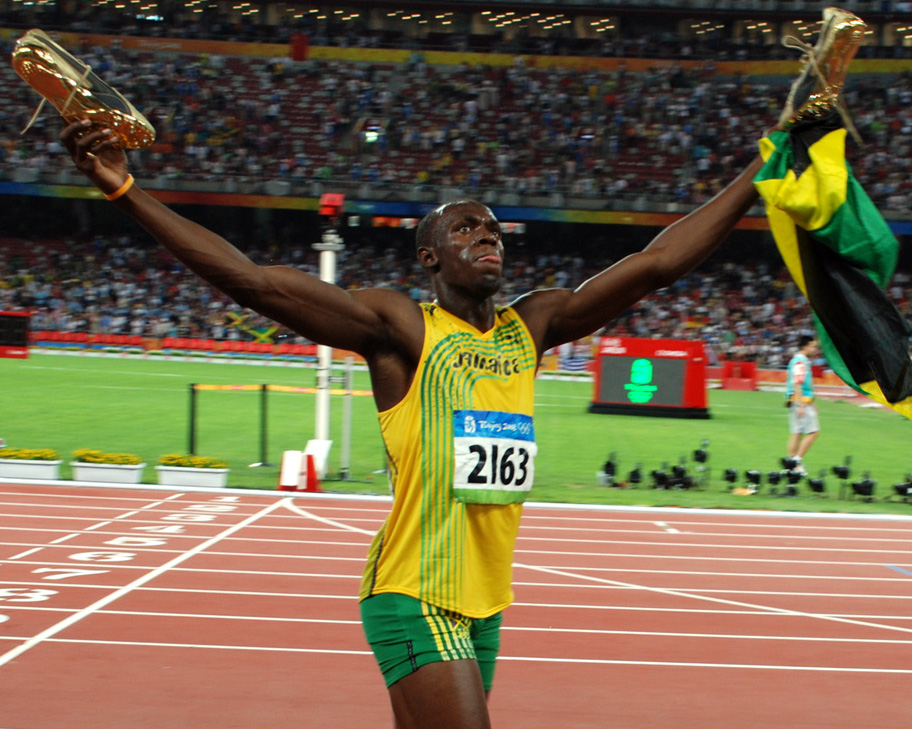
Usain Bolt conqusitou três medalhas de ouro em Pequim.

## Desempenho

### Atletismo
Masculino
| Atletas                                                                                | Evento              | Preliminar | Preliminar | Quartas | Quartas | Semifinal   | Semifinal   | Final       | Final           |
| Atletas                                                                                | Evento              | Marca      | Posição    | Marca   | Posição | Marca       | Posição     | Marca       | Posição         |
| -------------------------------------------------------------------------------------- | ------------------- | ---------- | ---------- | ------- | ------- | ----------- | ----------- | ----------- | --------------- |
| Aldwyn Sappleton                                                                       | 800 m               | 1m48s19    | -          |         |         | Não avançou | Não avançou | Não avançou | Não avançou     |
| Asafa Powell                                                                           | 100 m               | 10s16      | 3º         | 10s02   | 4º      | 9s91        | 2º          | 9s95        | 5º              |
| Christopher Williams                                                                   | 200 m               | 20s53      | 5º         | 20s28   | 4º      | 20s45       | 11º         | Não avançou | Não avançou     |
| Danny McFarlane                                                                        | 400 m com barreiras | 48s86      | 3º         |         |         | 48s33       | 4º          | 48s30       | 4º              |
| Dorian Scott                                                                           | Arremesso de peso   | 19,94m     | 15º        |         |         |             |             | Não avançou | Não avançou     |
| Herbert McGregor                                                                       | Salto em distância  | 7,64m      | 26º        |         |         |             |             | Não avançou | Não avançou     |
| Isa Phillips                                                                           | 400 m com barreiras | 49s55      | 14º        |         |         | 48s85       | 9º          | Não avançou | Não avançou     |
| Markino Buckley                                                                        | 400 m com barreiras | 48s65      | 1º         |         |         | 48s50       | 5º          | 48s60       | 7º              |
| Marvin Anderson                                                                        | 200 m               | 20s85      | 27º        | DNF     | -       | Não avançou | Não avançou | Não avançou | Não avançou     |
| Maurice Smith                                                                          | Decatlo             |            |            |         |         |             |             | 8205        | 9º              |
| Maurice Wignall                                                                        | 110 m com barreiras | 13s61      | 19º        |         |         | 13s40       | 6º          | 13s46       | 6º              |
| Michael Blackwood                                                                      | 400 m               | 45s56      | -          |         |         | Não avançou | Não avançou | Não avançou | Não avançou     |
| Michael Frater                                                                         | 100 m               | 10s15      | 2º         | 10s09   | 9º      | 10s01       | 7º          | 9s97        | 6º              |
| Ricardo Chambers                                                                       | 400 m               | 45s22      | 13º        |         |         | 45s09       | 15º         | Não avançou | Não avançou     |
| Richard Phillips                                                                       | 110 m com barreiras | 13s60      | 21º        |         |         | 13s43       | 5º          | 13s60       | 7º              |
| Sanjay Ayre                                                                            | 400 m               | 45s66      | -          |         |         | Não avançou | Não avançou | Não avançou | Não avançou     |
| Usain Bolt                                                                             | 100 m               | 10s20      | 5º         | 9s92    | 1º      | 9s85        | 1º          | 9s69 (WR)   | Medalha de ouro |
| Usain Bolt                                                                             | 200 m               | 20s64      | 17º        | 20s29   | 5º      | 20s09       | 1º          | 19s30 (WR)  | Medalha de ouro |
| Asafa Powell Dwight Thomas[a] Michael Frater Nesta Carter Usain Bolt[b]                | Revezamento 4x100 m | 38s31      | 2º         |         |         |             |             | 37s10 (WR)  | DSQ             |
| Alodin Fothergill[a] Lansford Spence[b] Michael Blackwood Ricardo Chambers Sanjay Ayre | Revezamento 4x400 m | 3m00s09    | 3º         |         |         |             |             | 3m01s45     | 8º              |

Feminino
| Atletas | Evento                | Preliminar | Preliminar | Quartas | Quartas | Semifinal   | Semifinal   | Final       | Final             |
| Atletas | Evento                | Marca      | Posição    | Marca   | Posição | Marca       | Posição     | Marca       | Posição           |
| --- | --------------------- | ---------- | ---------- | ------- | ------- | ----------- | ----------- | ----------- | ----------------- |
| Brigitte Foster-Hylton                                                                                             | 100 m com barreiras   | 12s69      | 3º         |         |         | 12s79       | 7º          | 12s66       | 6º                |
| Chelsea Hammond | Salto em distância    | 6,60 m     | 12º        |         |         |             |             | 6,79m       | 4º                |
| Delloreen Ennis-London                                                                                             | 100 m com barreiras   | 12s82      | 8º         |         |         | 12s67       | 4º          | 12s65       | 5º                |
| Kenia Sinclair | 800 m                 | 2m03s76    | 31º        |         |         | 1m58s28     | 6º          | 1m58s24     | 6º                |
| Kerron Stewart | 100 m                 | 11s28      | 6º         | 10s98   | 1º      | 11s05       | 2º          | 10s98       | Medalha de prata  |
| Kerron Stewart | 200 m                 | 23s03      | 10º        | 22s74   | 4º      | 22s29       | 2º          | 22s00       | Medalha de bronze |
| Korene Hinds | 3000 m com obstáculos | DNF        | -          |         |         |             |             | Não avançou | Não avançou       |
| Mardrea Hyman | 3000 m com obstáculos | DNF        | -          |         |         |             |             | Não avançou | Não avançou       |
| Melaine Walker | 400 m com barreiras   | 54s46      | 1º         |         |         | 54s20       | 2º          | 52s64       | Medalha de ouro   |
| Nickiesha Wilson                                                                                                   | 400 m com barreiras   | 55s75      | 10º        |         |         | 54s67       | 7º          | Não avançou | Não avançou       |
| Novlene Williams                                                                                                   | 400 m                 | 51s52      | 16º        |         |         | 51s06       | 12º         | Não avançou | Não avançou       |
| Olivia McKoy | Lançamento de dardo   | 55,51m     | 34º        |         |         |             |             | Não avançou | Não avançou       |
| Rosemarie Whyte | 400 m                 | 51s00      | 7º         |         |         | 50s63       | 8º          | 50s68       | 7º                |
| Shelly-Ann Fraser                                                                                                  | 100 m                 | 11s35      | 13º        | 11s06   | 3º      | 11s00       | 1º          | 10s78       | Medalha de ouro   |
| Shericka Williams                                                                                                  | 400 m                 | 50s57      | 2º         |         |         | 50s58       | 3º          | 49s69       | Medalha de prata  |
| Sherone Simpson | 100 m                 | 11s48      | 22º        | 11s02   | 2º      | 11s11       | 5º          | 10s98       | Medalha de prata  |
| Sherone Simpson | 200 m                 | 22s94      | 6º         | 22s60   | 1º      | 22s50       | 6º          | 22s36       | 6º                |
| Shevon Stoddart | 400 m com barreiras   | 56s52      | 9º         |         |         | Não avançou | Não avançou | Não avançou | Não avançou       |
| Trecia Smith | Salto triplo          | 14,18m     | 12º        |         |         |             |             | 14,12m      | 11º               |
| Vonette Dixon | 100 m com barreiras   | 12s69      | 3º         |         |         | 12s86       | 9º          | Não avançou | Não avançou       |
| Veronica Campbell-Brown                                                                                            | 200 m                 | 23s04      | 11º        | 22s64   | 3º      | 22s19       | 1º          | 21s74       | Medalha de ouro   |
| Zara Northover | Arremesso de peso     | 15,85m     | 31º        |         |         |             |             | Não avançou | Não avançou       |
| Aleen Bailey[a] Kerron Stewart[b] Shelly-Ann Fraser Sheri-Ann Brooks[a] Sherone Simpson Veronica Campbell-Brown[b] | Revezamento 4x100 m   | 42s24      | 1º         |         |         |             |             | DNF         | -                 |
| Bobby-Gaye Wilkins[a] Novlene Williams Rosemarie Whyte[b] Shereefa Lloyd Shericka Williams                         | Revezamento 4x400 m   | 3m22s60    | 2º         |         |         |             |             | 3m20s40     | Medalha de bronze |

Notas
a. ^ Correu apenas na etapa preliminar.
b. ^ Correu apenas na final.

### Ciclismo de pista
Masculino
| Atleta        | Evento | Preliminar | Repescagem | Semifinal   | Final       |
| ------------- | ------ | ---------- | ---------- | ----------- | ----------- |
| Ricardo Lynch | Keirin | 6º         | 3º         | Não avançou | Não avançou |

### Hipismo
| Atleta          | Cavalo         | Evento         | Adestramento | Adestramento | Cross-country | Cross-country | Salto     | Salto     | Salto final | Salto final | Total       | Total       |
| Atleta          | Cavalo         | Evento         | Pontos       | Posição      | Pontos        | Posição       | Pontos    | Posição   | Pontos      | Posição     | Pontos      | Posição     |
| --------------- | -------------- | -------------- | ------------ | ------------ | ------------- | ------------- | --------- | --------- | ----------- | ----------- | ----------- | ----------- |
| Samantha Albert | Before I Do It | CCE individual | 56,30        | 52º          | 41,60         | 42º           | Eliminado | Eliminado | Não avançou | Não avançou | Não avançou | Não avançou |

### Natação
Masculino
| Atleta(s)      | Evento     | Eliminatórias | Eliminatórias | Semifinal   | Semifinal   | Final       | Final       |
| Atleta(s)      | Evento     | Tempo         | Posição       | Tempo       | Posição     | Tempo       | Posição     |
| -------------- | ---------- | ------------- | ------------- | ----------- | ----------- | ----------- | ----------- |
| Jevon Atkinson | 50 m livre | 22s83         | 45º           | Não avançou | Não avançou | Não avançou | Não avançou |

Feminino
| Atleta(s)      | Evento      | Eliminatórias | Eliminatórias | Semifinal   | Semifinal   | Final       | Final       |
| Atleta(s)      | Evento      | Tempo         | Posição       | Tempo       | Posição     | Tempo       | Posição     |
| -------------- | ----------- | ------------- | ------------- | ----------- | ----------- | ----------- | ----------- |
| Alia Atkinson  | 200 m peito | 2m29s53       | 25º           | Não avançou | Não avançou | Não avançou | Não avançou |
| Natasha Moodie | 50 m livre  | 25s95         | 37º           | Não avançou | Não avançou | Não avançou | Não avançou |

Legenda
| Recorde mundial      | Recorde mundial (World record)               |                       | Recorde africano                      | Recorde africano (African) |                                           | Q | Classificado por posição (Qualified) |
| Recorde olímpico     | Recorde olímpico (Olympic record)            | Recorde da América    | Recorde da América (Americas)         | q                          | Classificado por melhor tempo (Qualified) |   |                                      |
| Melhor marca do ano  | Melhor marca do ano (World leading)          | Recorde asiático      | Recorde asiático (Asian)              | DNS                        | Não largou (Did not start)                |   |                                      |
| Recorde nacional     | Recorde nacional (National record)           | Recorde europeu       | Recorde europeu (European)            | DNF                        | Não terminou (Did not finish)             |   |                                      |
| Recorde pessoal      | Recorde pessoal do atleta (Personal best)    | Recorde da Oceania    | Recorde da Oceania (Oceania)          | DSQ / DQ                   | Desclassificado (Disqualified)            |   |                                      |
| Recorde da temporada | Recorde da temporada do atleta (Season best) | Recorde sul-americano | Recorde sul-americano (South America) | NM                         | Sem marca (No mark)                       |   |                                      |